# مارسين يانوش
مارسين يانوش (بالبولندية: Marcin Janusz)‏ (31 يوليو 1994 في بولندا - ) هو لاعب كرة طائرة بولندي في مركز ضارب خارجي ‏. لعب مع AZS Częstochowa ‏.

## وصلات خارجية
- مارسين يانوش على موقع الاتحاد الأوروبي (الإنجليزية)
- مارسين يانوش على موقع عالم الكرة الطائرة (الإنجليزية)